# Basilique d'Eredvi
La basilique Saint-Georges d'Eredvi ( géorgien : ერედვის წმინდა გიორგის ბაზილიკა    ) est une église orthodoxe géorgienne construite au début du Xe siècle et située dans le village d'Eredvi, dans la région de Kartlie intérieure, actuellement sur le territoire contesté de l'Ossétie du Sud. Il a été construit par l'architecte Tevdore Taplaisdze, qui a posé les fondations de l'église en 906, comme indiqué dans une inscription géorgienne sur le bâtiment. 
L'église est une basilique à trois nefs qui, malgré des reconstructions ultérieures, a largement conservé ses caractéristiques architecturales d'origine. L'église est inscrite sur la liste des monuments culturels immeubles d'importance nationale de Géorgie. Après la guerre russo-géorgienne de 2008, les Géorgiens ont perdu l'accès à l'église et les services y ont été restreints par les autorités sud-ossètes.

## Localisation et statut
L'église Eredvi de Saint-Georges est située dans le village d'Eredvi dans la petite vallée de Liakhvi, à 5 km au nord-ouest de la ville de Tskhinvali. Le village, dont l'histoire connue remonte au 14e siècle, faisait partie de l'oblast autonome d'Ossétie du Sud en Géorgie soviétique, est resté sous le contrôle géorgien après la guerre d'Ossétie du Sud de 1991-1992, et a été envahi par la Russie et l'Ossétie du Sud, lors de la deuxième guerre d'Ossétie du Sud en 2008. Lors des hostilités d'août 2008, la courtine de l'église d'Eredvi a été partiellement endommagée. Selon le rapport sur la liberté religieuse internationale du département d'État des États-Unis pour l'année 2014, les autorités sud-ossètes n'ont pas autorisé les offices dans les églises orthodoxes géorgiennes, dont fait partie Eredvi. En 2017, le village en grande partie en ruine, privé (du fait d'un "nettoyage ethnique") de sa population géorgienne, a été complètement démoli par les autorités sud-ossètes avec l'aide de la Russie. L'église a été  cependant été signalée intacte par les médias sud-ossètes basés à Tskhinval et par un blogueur vidéo local.
L'église a été placée sur la liste des monuments culturels immobiliers d'importance nationale de Géorgie en 2007. Il est protégé dans le cadre du musée et de la réserve de la vallée du Grand Liakhv, dont l'administration, après la guerre de 2008, est basée en exil dans le quartier de Verkhvebi à Gori et est chargée de collecter des informations sur les monuments culturels, désormais en Ossétie du Sud et par conséquent hors du contrôle de la Géorgie.

## Histoire et architecture
La basilique d'Eredvi est enfermée dans le complexe d'une forteresse en ruine, qui se compose d'un rempart de forme rectangulaire irrégulière et de deux tours au nord-ouest. Les tours, dont l'une en ruine et l'autre à trois étages, sont datées du XIIIe et XIVe siècles ; le rempart a été reconstruit au XVIIIe. Au XVIIIe siècle, la forteresse et l'église appartenaient aux princes Pavlenishvili. L'église a été considérée comme « miraculeuse » comme l'a rapporté le prince Vakhushti  et a été décrite par le Dictionnaire géographique universel français de 1826 comme étant le site d'un pèlerinage annuel.
La basilique, qui à une dimension de 13 × 21 mètres, est construite en pierre de taille et couverte de tuiles. Il s'agit d'une variante de la basilique à trois nefs, particulière à l'architecture géorgienne du début du Moyen Âge, et définie par l'historien de l'art Giorgi Chubinashvili comme étant des basiliques à «trois églises». Il s'agit d'une série d'églises, dans lesquelles la nef est complètement séparée des bas-côtés avec des murs solides, afin de créer trois églises presque indépendantes.
Un déambulatoire à Eredvi enveloppe l'église des quatre côtés, y compris la façade orientale, une caractéristique inhabituelle pour les églises contemporaines de ce type, qui avaient généralement un déambulatoire sur trois côtés. La nef principale est divisée par des pilastres proéminents en deux parties presque égales. La voûte de la nef médiane est soutenue par des arcs. L'arc d'une abside semi-circulaire est à deux niveaux et un peu en forme de fer à cheval. L'abside elle-même est plus basse que la chambre centrale. L'entrée de l'église est du sud, et en plus, de l'ouest. La fenêtre et les portes sont ornées de coiffes et de croix en pierre sculpté.

## Inscription gravée
La basilique d'Eredvi contient une inscription gravée dans l'écriture médiévale géorgienne asomtavruli, placée dans la partie supérieure d'une colonne ronde sur le mur sud. Elle est réalisée au nom de l'architecte Tevdore Taplaisdze et date la pose des fondations de l'église, en 906. Le texte fait mention de dignitaires laïcs et cléricaux contemporains, tels le roi Constantin III d'Abkhazie, qui avait récemment conquis la vaste région de Kartli à ses dirigeants bagratides, Ivane Tbeli, membres de la grande famille noble de Kartli, et l'évêque Stephen de Nikozi, le patron de l'église. L'inscription, en outre, relate la campagne victorieuse de Constantin contre Hereti et sa conquête de la forteresse de Vejini dans ce pays.